# Sojoez MS-20
Sojoez MS-20 was een twaalfdaagse ruimtetoeristische vlucht van Roskosmos naar het ISS die werd geboekt via ruimtereisbureau Space Adventures. De vlucht werd op 8 december 2021 gelanceerd. Aan boord waren een kosmonaut en twee Japanse ruimtetoeristen.
De vlucht kreeg in de loop van 2020 bekendheid. Op 13 mei 2021 werd bekend dat de bemanning zou bestaan uit gezagvoerder Alexander Misurkin, miljardair-ondernemer Yusaku Maezawa en zijn eerdere productieassistent Yozo Hirano die later filmproducent werd. Maezawa is ook de man achter  project #dearMoon, een geplande ruimtetoeristische vlucht met een SpaceX Starship langs de Maan met een groter gezelschap.

## Bemanning
| Positie     | Ruimtevaarder                                    |
| ----------- | ------------------------------------------------ |
| Commandant  | Aleksandr Misoerkin, RSA 3e ruimtevlucht         |
| Passagier 1 | Yusaku Maezawa, Space Adventures 1e ruimtevlucht |
| Passagier 2 | Yozo Hirano, Space Adventures 1e ruimtevlucht    |

Reservebemanning
| Positie     | Ruimtevaarder                         |
| ----------- | ------------------------------------- |
| Commandant  | Sergej Prokopjev, RSA 2e ruimtevlucht |
| Passagier 1 | niet bekend                           |
| Passagier 2 | Shun Ogiso, Space Adventures          |

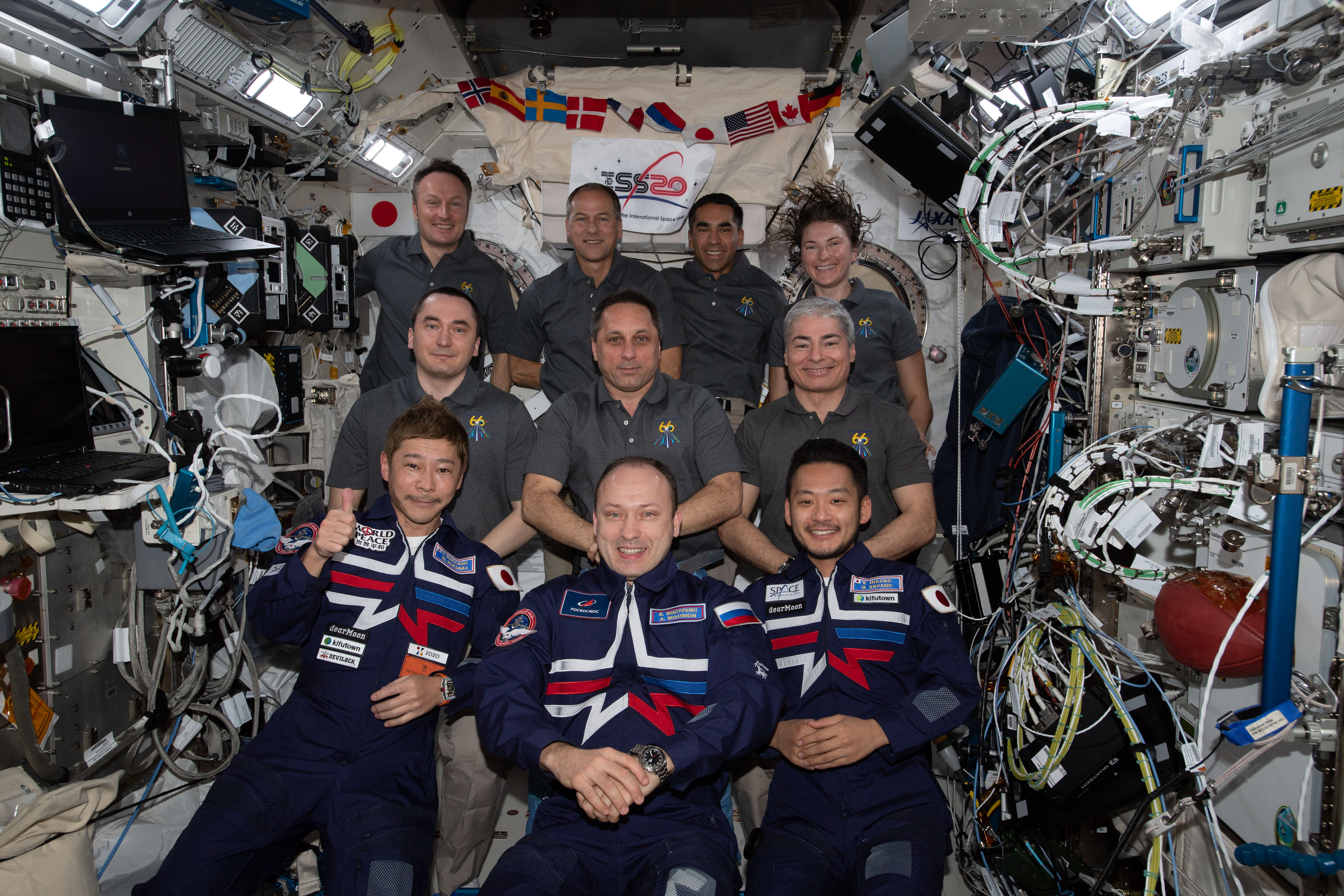
De bemanningen van Sojoez MS-20 en ISS-Expeditie 66

Op 20 december 2021 landde de ruimtecapsule op de steppe van Kazachstan.